# Chaqueño Palavecino
Pour les articles homonymes, voir Palavecino.
 (octobre 2014).
Chaqueño Palavecino, né Oscar Esperanza Palavecino le 18 décembre 1959 à Paraje Rancho El Ñato, département de Rivadavia, (province de Salta), est un chanteur argentin de musique folklorique.